# Mieczysław Silberstein
Mieczysław Silberstein (ur. 31 marca 1876 w Łodzi,  zm. 13 września 1907 tamże) – łódzki fabrykant pochodzenia żydowskiego, doktor nauk chemicznych, dyrektor techniczny w fabryce ojca, Markusa Silbersteina, współzałożyciel Drugiego Łódzkiego Towarzystwa Wzajemnego Kredytu, dyrektor fabryki wełny czesankowej „Dąbrówka” i Towarzystwa Akcyjnego M. Silbersteina.
Ukończył gimnazjum rządowe w Łodzi. Podjął studia w Berlinie, Heidelbergu i Genewie, w której uzyskał doktorat w zakresie nauk chemicznych. Od 1889 roku pracował w firmie ojca, w której został dyrektorem technicznym.

## Śmierć
W trakcie strajku robotników w sierpniu 1907 roku podjął decyzję o zamknięciu fabryki. Po negocjacjach podjął decyzję o podjęciu produkcji w tkalni, ale pozostała część fabryki pozostawała nadal zamknięta. 13 września odmówił zapłaty 15 000 rubli robotnikom za czas przestoju, w związku z czym ci postanowili go przetrzymywać wraz z jego najbliższymi współpracownikami, Gliksmanem i Kaleckim, w pakowalni fabryki Markusa Silbersteina przy ul. Piotrkowskiej 242/250. Mimo to Silberstein nie chciał spełnić żądań strajkujących robotników. Ci z czasem wypuścili jego współpracowników, ale kontynuowali przetrzymywanie fabrykanta oraz coraz tłumniej napływali do miejsca jego przetrzymywania. Po upływie około 6 godzin, około godz. 18, gdy Silberstein ostatecznie odmówił zapłaty, został postrzelony przez jednego z pracowników, w wyniku czego zginął na miejscu. Na mocy sądu wojennego generał Nikołaj Kaznakow rozstrzelał 14 września o 6:00 rano siedmiu robotników i jedną robotnicę. Morderca, Edward Feller, zbiegł do Niemiec, gdzie go ujęto i skazano na śmierć, 700 robotników zesłano do Czelabińska lub skazano na roboty, natomiast ok. 130 robotników zamknięto w więzieniach.
Po śmierci Mieczysława Silbersteina rodzina przekazała jego bogaty księgozbiór Miejskiej Bibliotece Publicznej w Łodzi. 
Po II wojnie światowej i znacjonalizowaniu majątku Silbersteinów ich fabrykę przemianowano na Zakłady Przemysłu Dziewiarskiego im. Ofiar 10 września 1907 roku (sic!), celem upamiętnienia rozstrzelanych robotników. W późniejszym okresie fabrykę przemianowano na Zakłady Przemysłu Dziewiarskiego „Olimpia”.